# Siseme hellotis
Siseme hellotis är en fjärilsart som beskrevs av Otto Thieme 1907. Siseme hellotis ingår i släktet Siseme och familjen Riodinidae. Inga underarter finns listade i Catalogue of Life.